# Verbraucherjournalismus
Verbraucherjournalismus ist eine Sparte des Journalismus und Teilgebiet des Wirtschaftsjournalismus, die sich an den Verbraucher bzw. Konsumenten richtet und sich mit alltagsrelevanten Produkten und Dienstleistungen befasst.

## Formate, Verbreitung und Zweck
Häufig handelt es sich dabei um eine Reportage, Tests, Vergleiche, Kolumnen, Wertungen, Interviews, Kaufempfehlungen und Tipps bei z. B. Rabattaktionen und/oder Kritiken zu den einzelnen Produkten oder Dienstleistungen. Ebenfalls können von Neuerscheinungen und Trends beleuchtet werden. Verbraucherjournalismus findet Anwendung in Printmedien, dem Fernsehen und Radio, im Fotojournalismus als auch auf Internetportalen und wird teilweise auch als Crossmedia verbreitet.
Verbraucherjournalismus soll Bürgern helfen bessere Käufe nach dem Preis-Leistungs-Verhältnis zu tätigen, einen Fehlkauf zu vermeiden und Verbraucherschutz fördern, in dem sich die Bürger bereits im Voraus über das Produkt oder die Dienstleistung informieren können.

## Abgrenzung und Überschneidungen
Da sich Verbraucherjournalismus oft auf einzelne Fachbereiche und Zielgruppen konzentriert (z. B. IT-Produkte oder Heimwerker-Bedarf) und in Fachmagazinen veröffentlicht wird, kann er auch zum Fachjournalismus gehören. Hat der Journalismus zudem einen ratgeberischen Charakter wird auch von Ratgeberjournalismus gesprochen. In Abgrenzung zum Nutzwertjournalismus geht der Verbraucherjournalismus mehr auf den Konsumenten ein, als sich als reine Informationsvermittlung zu verstehen. Der Oberbegriff für Ratgeber- und Verbraucherjournalismus ist nach Armin Wolf „Servicejournalismus“ und nach Andreas Eickelkamp „Nutzwertjournalismus“. Überschneidungen kann es ebenfalls mit dem Reisejournalismus geben.

## Geschichte
Die Wurzeln des Verbraucherjournalismus finden sich früh in bestimmten Sparten, z. B. im Reisejournalismus. Eine breite Basis erreichte er erstmals im Zuge des wirtschaftlichen Aufschwungs des Wirtschaftswunders nach dem Zweiten Weltkrieg.
Am 9. Oktober 1962 wurde von der Bundesregierung die Stiftung Warentest in Deutschland gegründet. Sie publiziert seit 1966 in der Zeitschrift test Ergebnisse von Dienstleistungen und Produkten. Weitere Verbraucherfachzeitschriften folgten. Mit der Verbreitung des Radios und Fernsehens entwickelten sich dort einschlägige Verbrauchermagazine. Der professionelle Verbraucherjournalismus steht durch das Aufkommen des Web 2.0 in Konkurrenz zu Nutzerwertungen, Blogs und Portalseiten.

## Kritik und Gefahren
Verbraucherjournalismus kann missbraucht werden, indem beispielsweise positive Wertungen von den zuständigen Unternehmen gekauft oder manipuliert werden. Weiterhin können Produkte in Form von nicht oder schlecht gekennzeichneter Produktplatzierung als nicht erkennbare Werbung vermarktet werden. So kann es sich bei einem journalistisch-wirkenden Artikel um einen PR-Artikel handeln, der von einer PR-Agentur in Auftrag gegeben worden ist. Qualitativer und seriöser Verbraucherjournalismus ist daher eine Informationsquelle und keine Werbung und hält sich an die Kriterien des Qualitätsjournalismus.
Ebenfalls wird der Journalismusform vorgeworfen, die Themen oft zu oberflächlich und banal, teils mit Clickbaiting, zu behandeln und sich über das Jahr verteilt mehrmals denselben Themen zu widmen. Da sich der Produktlebenszyklus immer mehr verkürzt, müssen aber auch häufiger verbraucherjournalisitische Werke zu Produktgruppen verfasst werden.

## Beruf und Forschung
Eine vorgeschriebene Ausbildung um Verbraucherjournalist zu werden gibt es nicht und grundsätzlich ist ein Quereinstieg möglich. Allerdings kann ein Studium oder eine Ausbildung von Vorteil sein oder sogar verlangt werden, vor allem dann, wenn der Journalist dadurch Fachwissen für eine bestimmte Sparte und Branche oder die Volkswirtschaft gesammelt hat. Viele Agenturen verlangen zudem ein Volontariat. In Deutschland gibt es keine Journalistenschule, die Verbraucherjournalismus lehrt.
Verbraucherjournalismus wird am Institut für Verbraucherjournalismus der Ostbayerischen Technischen Hochschule Amberg-Weiden wissenschaftlich untersucht.

## Bedeutung und Konkurrenz
Der verbraucherjournalistische Teil bildet für viele Deutschen einen wichtigen Bestandteil eines journalistischen Mediums. Der Verbraucherjournalismus konkurriert mit Vergleichs- und Bewertungsportalen, sozialen Netzwerken, Blogs und Webvideos im Internet.